# Financial District (Toronto)
Pour les articles homonymes, voir Financial District.
Le Financial District est un quartier du centre-ville de Toronto en Ontario au Canada. 
Quartier d'affaires de la ville, il concentre les sièges sociaux de nombreuses entreprises canadiennes. Il est également la 8e place financière au monde; sa bourse est le Toronto Stock Exchange. Il est délimité par Queen Street West au nord, rue Yonge à l'est, rue Front (en) au sud et University Avenue à l'ouest.

## Historique

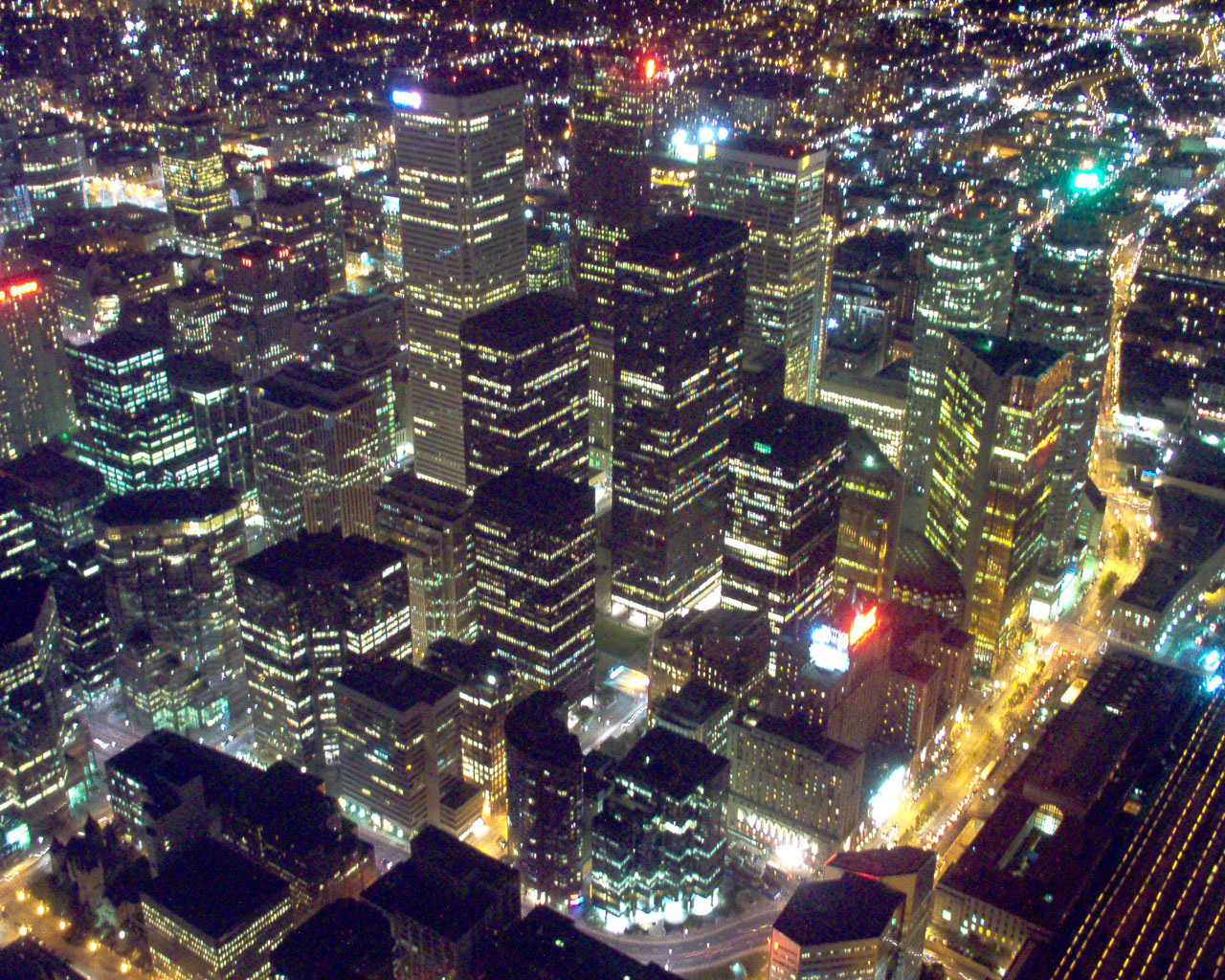
Vue du Financial District
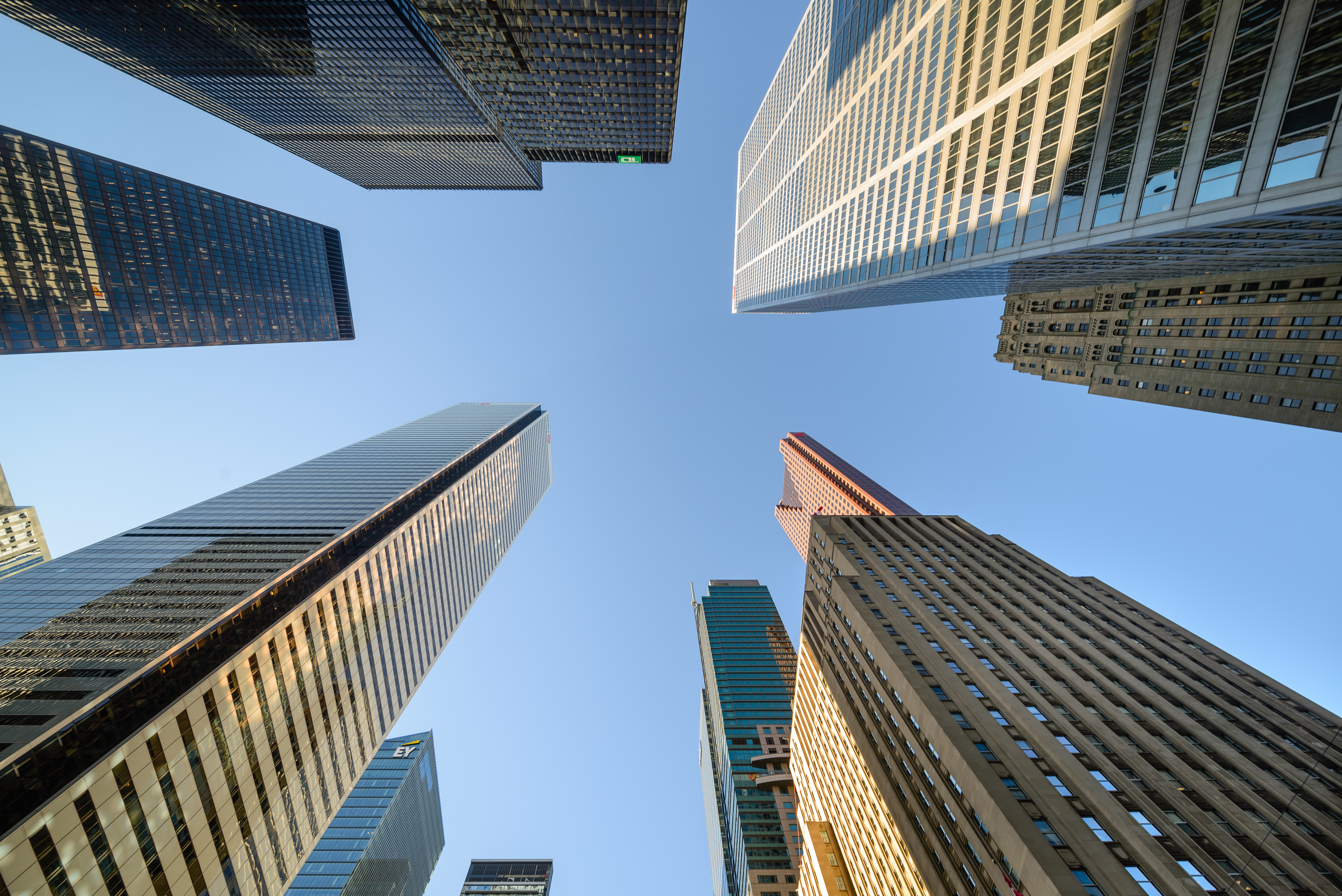
Vue du Financial District. Ces immeubles culminent à plus de 200 m de hauteur.
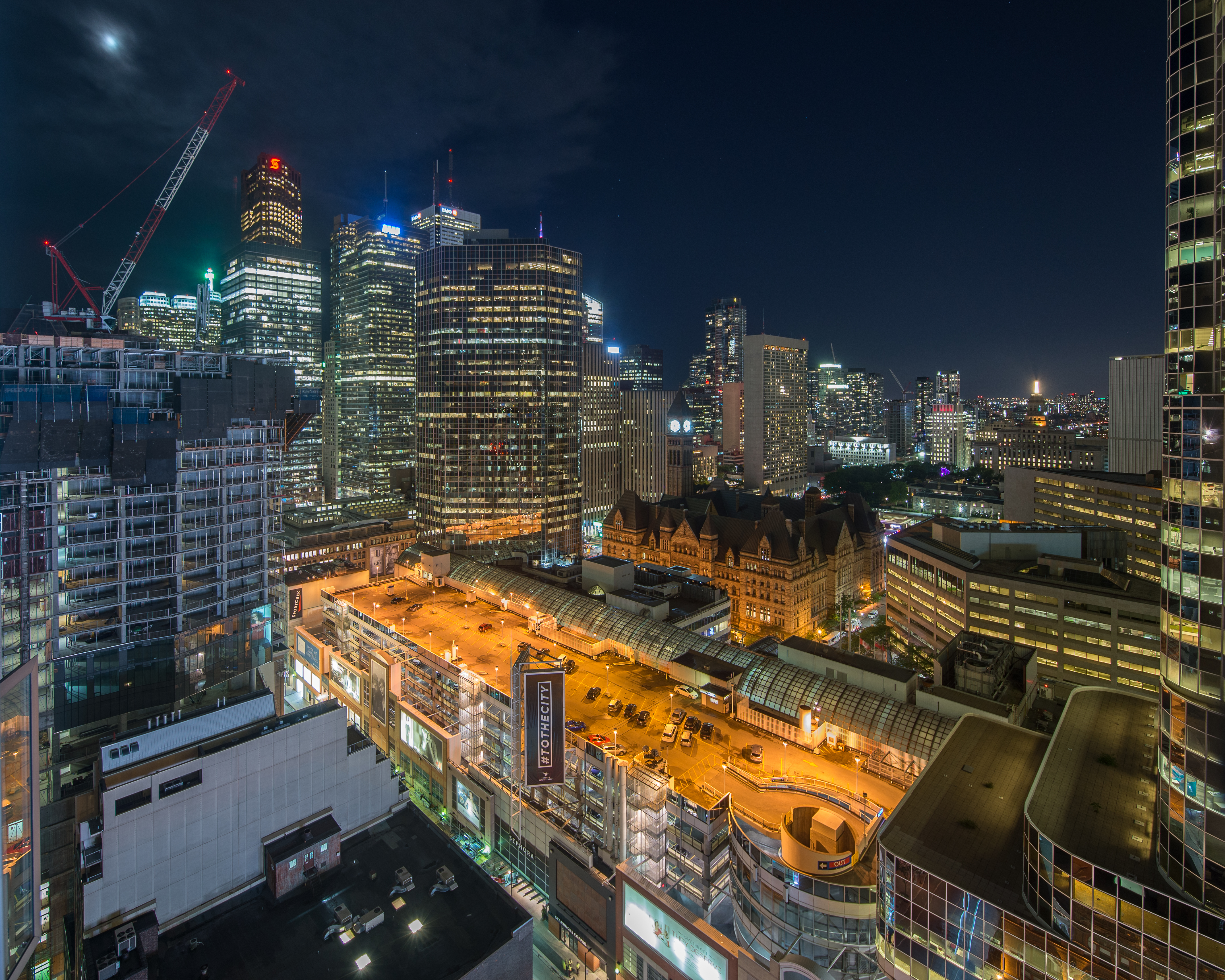
Financial District depuis la Pantages Tower. Avec à gauche la Massey Tower en construction, puis le Scotia Plaza (275 m), Centre Eaton Toronto en bas, First Canadian Place (355 m), Cadillac Fairview Tower, l'ancien hôtel de ville de Toronto, l'hôtel de ville de Toronto et à droite la rue Yonge.